# Brad Sullivan
Brad Ernest Sullivan (* 18. November 1931 in Chicago, Illinois; † 31. Dezember 2008 in Manhattan, New York) war ein US-amerikanischer Schauspieler.

## Leben
Brad Sullivan wurde 1931 in Chicago, im US-Bundesstaat Illinois als Sohn von Winthrop Sullivan und Margaret Schroeder Sullivan geboren. Er besuchte die University of Maine und erwarb später einen Bachelor-Abschluss in Landwirtschaft. Nach einer Tournee mit einer Bühnengruppe zog er nach New York City und studierte am American Theatre Wing. Sein Off-Broadway Debüt gab er 1961 in Red Roses for Me und trat anschließend in der Londoner Kompanie des Musicals South Pacific auf. Seit 1968 bis zuletzt im Jahr 2000 war er in mehr als 50 Film- und Fernsehproduktionen zu sehen.
Sullivan lebte in der Upper West Side von Manhattan. Er starb am 31. Dezember 2008 im Alter von 77 Jahren an Krebs.

## Filmografie
- 1972: Parades
- 1973: Der Clou (The Sting)
- 1973: Sticks and Bones
- 1975: Abenteuer der Landstraße (Movin’ On)
- 1977: Schlappschuss (Slap Shot)
- 1979: Walk Proud
- 1980: Freibeuter des Todes (The Island)
- 1981: Ghost Story
- 1981: Best of the West
- 1982: The Neighborhood
- 1982: Cold River
- 1984: George Washington
- 1985: The New Kids
- 1986: Der Equalizer (The Equalizer)
- 1987: Tin Men
- 1987: The Untouchables – Die Unbestechlichen (The Untouchables)
- 1987: Miami Vice
- 1988: Funny Farm
- 1988: Tropic War (Clinton and Nadine)
- 1989: Dead Bang – Kurzer Prozess (Dead Bang)
- 1989: Das Traum-Team (The Dream Team)
- 1989: Signs of Life
- 1989: The Equalizer
- 1989: Abyss (The Abyss)
- 1990: Against the Law
- 1991: Schuldig bei Verdacht (Guilty by Suspicion)
- 1991: Der Preis der Macht (True Colors)
- 1991: Herr der Gezeiten (The Prince of Tides)
- 1991: The Gambler Returns: The Luck of the Draw
- 1991: Law & Order
- 1991–1992: I’ll Fly Away
- 1993: Sister Act 2 – In göttlicher Mission (Sister Act 2: Back in the Habit)
- 1995: The Fantasticks
- 1995: The Jerky Boys: The Movie
- 1995: Unsere feindlichen Nachbarn (Canadian Bacon)
- 1995: Die Romanticker (The Fantasticks)
- 1995: Bushwhacked
- 1995–1998: New York Cops – NYPD Blue (NYPD Blue)
- 1997–1998: Nothing Sacred
- 2000: Law & Order